# Ihram
Ihram (arab. إحرام) to w islamie stan uświęcony, który muzułmanin musi przyjąć przed wejściem na teren „haram” Mekki i Medyny, w punkcie zwanym mikat, w celu odprawienia obrzędów hadżdżu lub umry, zwanych niekiedy – niezbyt szczęśliwie – „wielką” i „mniejszą pielgrzymką”.
Przyjmując ihram wierny dokonuje określonych tradycją zabiegów higienicznych, przywdziewa specjalny na tę okazję strój i bierze na siebie, na okres tych obrzędów, określony kodeks reguł. Tradycja reguluje liczbę dni, podczas której wierny jest zobowiązany pozostawać w stanie „ihram”, odpowiednio, w czasie hadżdżu i umry.

## Specjalna odzież

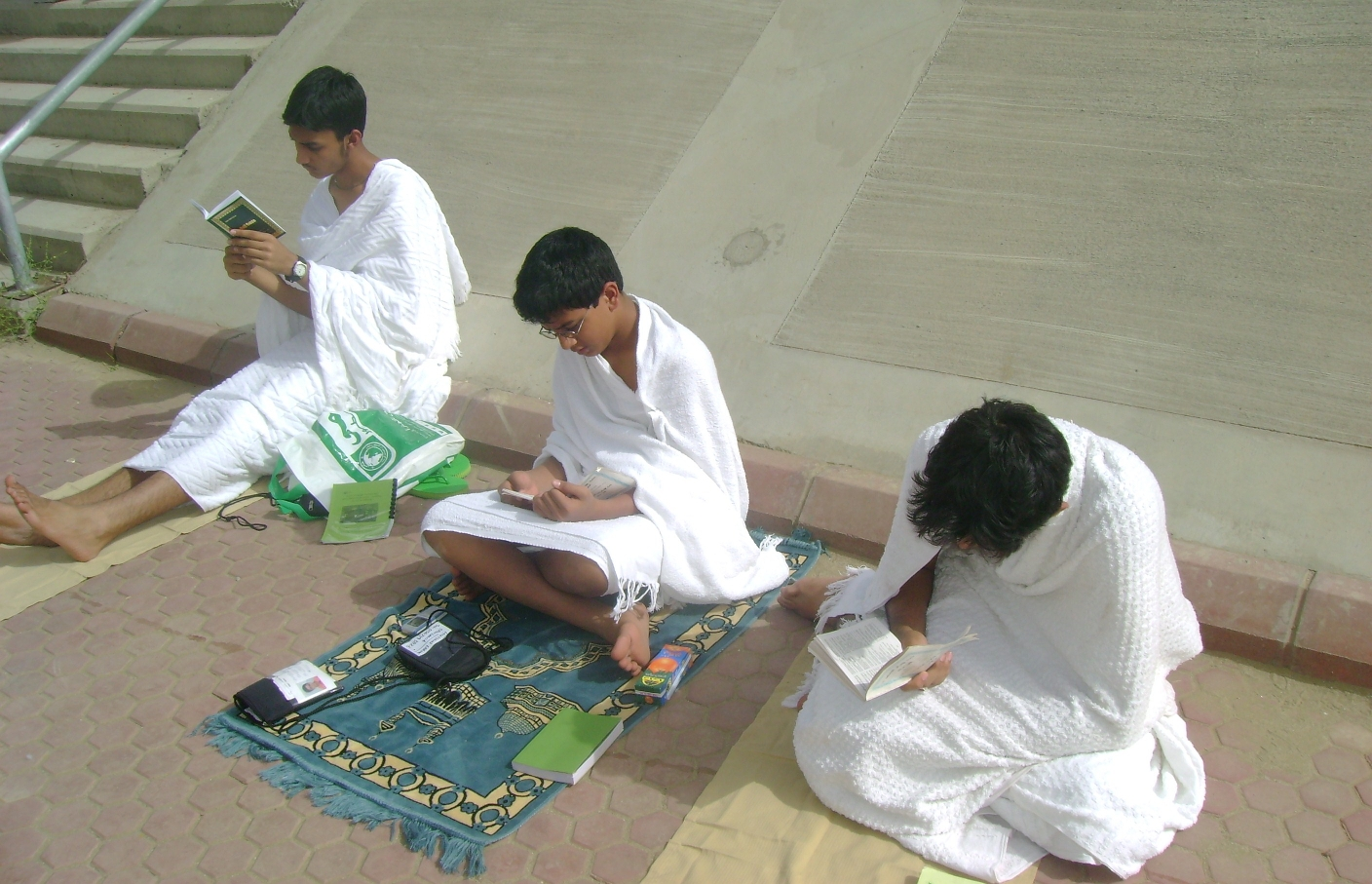
Modlący się w odzieży ihram

Odzież „ihram” w czasie hadżdżu lub umry składa się, w przypadku mężczyzn z dwóch płatów materii w kolorze białym: jeden jest udrapowany na ramionach zasłaniając tułów, drugi – umocowany w talii. Do tego wierni zakładają sandały. W ten sposób wszyscy uczestnicy hadżdżu, bez względu na przynależność etniczną, polityczną, czy religijną, wreszcie status majątkowy, stają jednakowo odziani na terenie „haramu” mekkańskiego, przed Domem Bożym (arab. bajt allah). W stosunku do kobiet dopuszcza się rozmaitość w ubiorze, z zachowaniem specyfiki regionalnej czy przynależności do danego odłamu islamu, oraz nakazu zakrycia całego ciała z wyjątkiem twarzy. Ten ostatni przepis dyktują chyba normy przyjęte na terenie państwa saudyjskiego, oparte na autorytecie wahhabitów. W stanie „ihram” zakazane jest wykonywanie węzłów (więc wykluczone jest używanie sznurówek) oraz odzieży ze szwami. Sandały również nie mogą mieć nigdzie szwów, i mają zostawiać odsłonięte kostki i pięty; niektóre autorytety religijne nakazują odsunięcie również przedniej części stóp. W stanie „ihram” muzułmanin nie może używać jakiegokolwiek rodzaju wonności na ciało, ani na ubranie. W przypadku zbrukania odzieży „ihramowej”, np. ekskrementami lub po wejściu tej odzieży w kontakt z wonnościami (celowo), należy założyć nowy „ihram”, w przeciwnym razie umra lub hadżdż mogą zostać uznane za nieważne.

## Zabiegi higieniczne i zakazy
Na zabiegi higieniczne wprowadzające w stan „ihram” składa się oprócz „standardowej” ablucji (al-wudu), takiej, jaką się wykonuje przed każdą modlitwą, mężczyzn obowiązuje zakaz obcinania paznokci oraz przycinania czy podgalania zarostu na twarzy. Wielu mężczyzn zupełnie goli głowy. W czasie obrzędów hadżdżu zakazane jest dodatkowo odbywanie stosunków płciowych, palenie tytoniu, oraz przeklinanie, składanie przysiąg, używanie obelżywego języka, kłótnie i bójki. Ponadto zakazane jest zabijanie zwierząt lub spożywanie mięsa (z wyjątkiem zwierząt ofiarnych, zabijanych w święto id al-adha). Nie można zabić nawet dającego się bardzo we znaki insekta. Wiernym obu płci zakazuje się wykonywanie jakichkolwiek zabiegów kosmetycznych oraz kierowanie myśli ku płci przeciwnej. Ponieważ zakazane jest używanie pachnideł, na miejscu sprzedaje się specjalne mydełka bezzapachowe.

## Tzw. mikat
Tradycja różnych szkół i odłamów islamu zawiera wskazówki, w którym miejscu przed przystąpieniem do hadżdżu lub umry należy przyjąć stan „ihram”. Chodzi o tzw. mikat. Jeden z hadisów Proroka twierdzi, że „mieszkańcy Medyny powinni przyjąć ‘ihram’ w Zu al-Chulajfa, mieszkańcy Szamu (Syro-Palestyny) w Al-Dżuhfa, mieszkańcy Nadżdu w Karn”, a Jemenici w Jalamlam. Współcześnie, pielgrzymi z USA np. przyjmują stan „ihram” w samolocie, czego tradycja muzułmańska nie przewidziała.